# Agim Gruda
Agim Gruda, detto Gimmy (Tirana, 12 settembre 1962), è un allenatore di pallacanestro albanese naturalizzato italiano.

## Carriera
Ha allenato nella massima serie albanese con il Kruje, ed in quella della Serbia e Montenegro il Budućnost Podgorica
Dal 2021 professore al Fortuny a Brescia.